# Falklands '82
Falklands 82 (volledige titel: Falklands 82 - "The Empire Strikes Back") is een computerspel dat werd ontwikkeld door John Bethell en uitgegeven door Personal Software Services. Het spel werd uitgebracht in 1985 voor verschillende homecomputers. Het is een simulatie van het conflict tussen Groot-Brittannië en Argentinië over de periode 21 mei tot 15 juni 1982. In totaal telt het computerspel 25 tot 30 ronden of beurten die elk één dag voorstellen.

## Platforms
| Jaar | Platform     |
| ---- | ------------ |
| 1985 | Commodore 64 |
| 1986 | ZX Spectrum  |

## Ontvangst
| Beoordeeld door             | Jaar | Platform     | Score |
| --------------------------- | ---- | ------------ | ----- |
| Your Sinclair               | 1986 | ZX Spectrum  | 80%   |
| Computer Gaming World (CGW) | 1991 | Commodore 64 | 20%   |